# Peter Murnik
Peter Murnik (* 14. Dezember 1965 in Concord, Massachusetts) ist ein US-amerikanischer Schauspieler.

## Leben
Peter Murnik ging auf dieselbe Highschool wie William Hurt und Steve Carell. Er besuchte die Boston University, wandte sich der Schauspielerei zu und begann seine Karriere Ende der 1980er Jahre. Als Schauspieler tritt er vor allem in Fernsehproduktionen in Erscheinung. Landesweite Aufmerksamkeit erlangte er schließlich 1992 mit seiner Darstellung des Lt. Martel in einer Doppelfolge der Fernsehserie Seinfeld. Des Weiteren betätigt sich Murnik als Nebendarsteller in Hollywoodproduktionen.

## Filmografie (Auswahl)

### Spielfilme
- 1990: Rauchende Colts: Der letzte Apache (Gunsmoke: The Last Apache)
- 1991: Vater der Braut (Father of the Bride)
- 1994: Against the Wall
- 1998: Hard Rain
- 1998: Armageddon – Das jüngste Gericht (Armageddon)
- 2011: Transformers 3 (Transformers: Dark of the Moon)
- 2012: The Paperboy

### Fernsehserien
- 1992: Seinfeld (Episoden 4x01–4x02)
- 1994: Diagnose: Mord (Episode 2x04)
- 1997: Emergency Room – Die Notaufnahme (ER, Episode 4x04)
- 1997–2001: JAG – Im Auftrag der Ehre (JAG, 7 Episoden)
- 1998: Pensacola – Flügel aus Stahl (Pensacola: Wings of Gold, 2 Episoden)
- 1998: Martial Law – Der Karate-Cop (Martial Law, Episode 1x10)
- 2011–2012: Justified (11 Episoden)
- 2013–2015: Granite Flats